# اچ‌ام‌اس تومولت (آر۱۱)
اچ‌ام‌اس تومولت (آر۱۱) (به انگلیسی: HMS Tumult (R11)) یک کشتی بود. این کشتی در سال ۱۹۴۲ ساخته شد.